# Sameraria armena
Sameraria armena là một loài thực vật có hoa trong họ Cải. Loài này được (L.) Desv. miêu tả khoa học đầu tiên.